# Gaetano Di Pierro
Gaetano Di Pierro SCJ (ur. 1 grudnia 1948 w Orta Nova) – włoski duchowny rzymskokatolicki posługujący na Madagaskarze, sercanin, w latach 2018–2024 biskup Farafangany.

## Życiorys
Święcenia kapłańskie przyjął 29 czerwca 1975 w zgromadzeniu księży sercanów. Trzy miesiące później wyjechał do Madagaskaru. Pełnił funkcje m.in. przełożonego sercanów na Madagaskarze (1991-1993) oraz wikariusza generalnego diecezji Ambatondrazaka.

### Episkopat
24 kwietnia 2001 papież Jan Paweł II mianował go biskupem pomocniczym diecezji Ambatondrazaka i biskupem tytularnym Guardialfiera. Sakry biskupiej udzielił mu 4 sierpnia tegoż roku ówczesny ordynariusz tejże diecezji, bp Antoine Scopelliti.
13 maja 2006 został mianowany pierwszym biskupem nowo powstałej diecezji Moramanga. Prekonizowany 3 marca 2018 biskupem Farafangany, urząd objął 12 kwietnia tegoż roku.
31 października 2024 papież Franciszek przyjął jego rezygnację z pełnionego urzędu, złożoną ze względu na wiek.